# مقاطعة زاوة
مقاطعة زاوة (بالفارسية: شهرستان زاوه) هي إحدى مقاطعات محافظة خراسان رضوي في إيران. كان عدد سكان المقاطعة سنة 2006 حوالي 66,206 نسمة.